# Ostrogonek mały
Ostrogonek mały (Aphrastura spinicauda) – gatunek małego ptaka z rodziny garncarzowatych (Furnariidae). Zasiedla centralne i południowe Chile oraz skrajnie zachodnią i południową Argentynę. Niezagrożony wyginięciem.

## Taksonomia

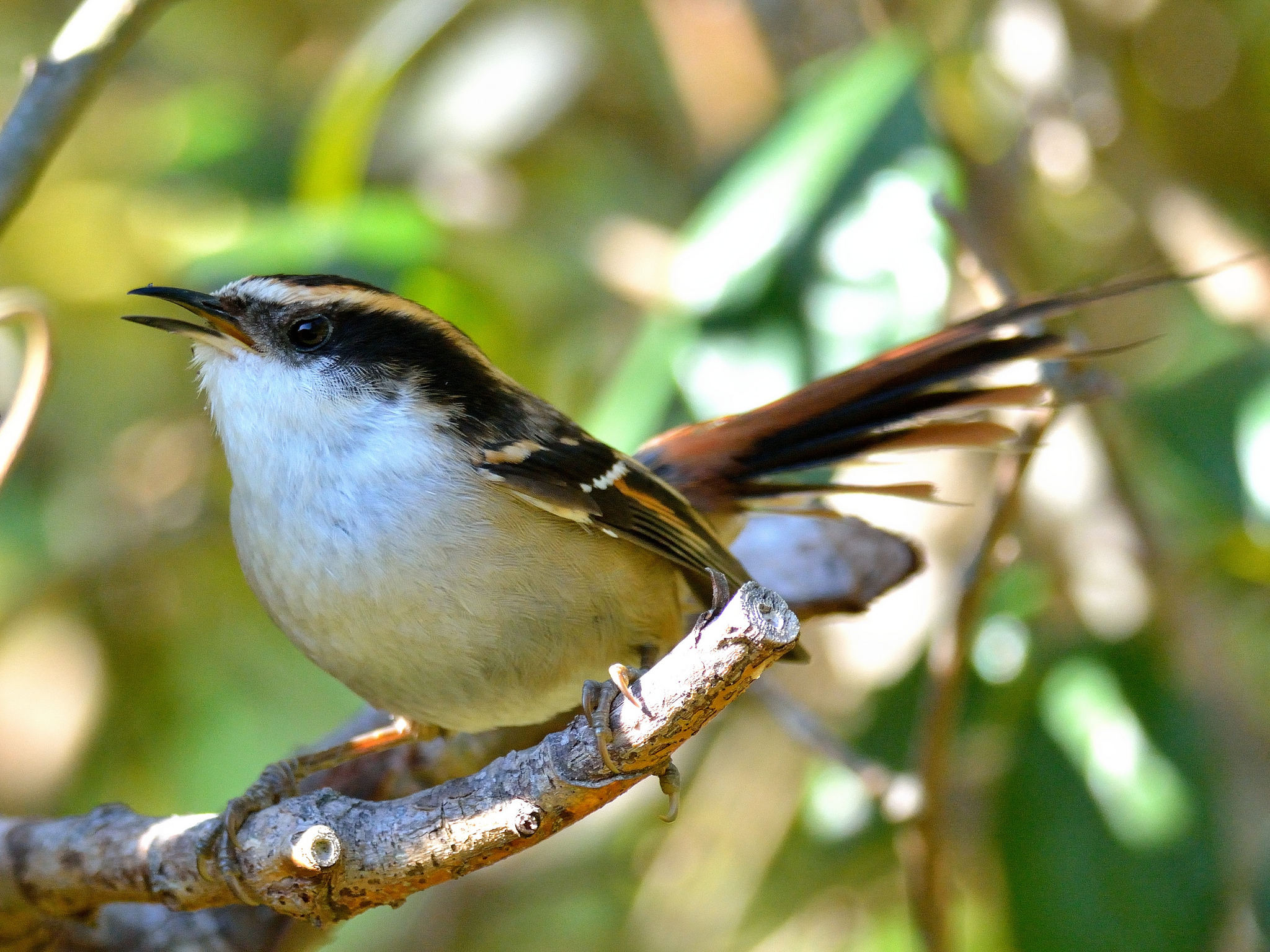
Ostrogonek mały

Gatunek po raz pierwszy zgodnie z zasadami nazewnictwa binominalnego opisał Johann Friedrich Gmelin w roku 1789 w 13. edycji Systema Naturae pod nazwą Motacilla spinicauda. Holotyp zebrano na Ziemi Ognistej. Pokrewieństwo rodzaju Aphrastura z innymi nie jest pewne; upierzenie sugeruje powiązania z monotypowymi rodzajami Phleocryptes oraz Pygarrhichas. Prawdopodobnie ostrogonek mały jest przodkiem ostrogonka dużego (A. masafuerae). Pozycja podgatunku bullocki, jednego z 3 wyróżnianych, nie jest pewna; opisany został na podstawie 2 okazów. Osobniki z ochrowym spodem, podobne do przedstawicieli podgatunku fulva, występują na wyspach u wybrzeży Chile – ich upierzenie może być przystosowaniem do wilgotniejszych warunków środowiska (reguła Glogera). Populacja na Diego Ramírez (opisany w 2022 roku ostrogonek norowy) różni się morfologią od populacji kontynentalnej i wymaga dalszych badań; IOC uznaje tę populację za czwarty podgatunek.

## Zasięg występowania i podgatunki
Wyróżnia się następujące podgatunki:
- A. s. spinicauda (J.F. Gmelin, 1789) – centralne i południowe Chile (południowy region Coquimbo na południe) oraz zachodnia i południowa Argentyna (do Ziemi Ognistej)
- A. s. bullocki Chapman, 1934 – wyspa Mocha
- A. s. fulva Angelini, 1905 – wyspa Chiloé

Środowisko życia stanowią lasy strefy umiarkowanej, miejscami pustynne niziny z zakrzewieniami. Także wysokie wilgotne lasy (przeważnie z bukanami) i przyległe ponownie zalesione obszary, na wyspach bez wyższej roślinności kępy traw Poa flabellata i krzewy (np. berberys). Spotykany od poziomu morza do wysokości 1200 m n.p.m., miejscami do 2000 m n.p.m.

## Morfologia
Długość ciała wynosi 13–14 cm, masa ciała 10–13 g. Skrzydło mierzy 58,5±0,43 mm (u okazów C.E. Hellmayra 57–60 mm), dziób 12,1±0,3 mm, sterówki 69–80 mm. U podgatunku nominatywnego wierzch głowy czarniawy, występuje szeroka żółtawa brew ciągnąca się do karku, zaś od dzioba przez oko przebiega czarny pasek kończący się w zgięciu skrzydła. Górna część grzbietu czarnobrązowa, niższa natomiast brązowa, wraz z kuprem. Pokrywy nadogonowe kasztanowe. Pokrywy skrzydłowe czarniawe, średnie rudo zakończone i obrzeżone, zaś duże z białawą plamką na końcu. Lotki I rzędu rudopomarańczowe u nasady, zaś przez lotki II rzędu przebiega płowobrązowy pas. Ogon wyraźnie stopniowany, sterówki na końcu pozbawione są promyków; obszar nagiej stosiny na środkowej parze wynosi 20 mm, na zewnętrznej 5 mm; nadaje to sterówkom „kolczasty” wygląd. Sterówki mają barwę czarno-brązowo-kasztanowo-rudą. Tęczówka ciemnobrązowa, dziób czarniawy, nogi i stopy zielonawe. Nie występuje dymorfizm płciowy.

## Zachowanie
Pieśń stanowi cienki, suchy tryl, różniący się czasem trwania. Zawołanie to wysokie zi-zi lub tzt-tzt, także ostre tik i metaliczne ti ti. Pożywienie stanowią stawonogi, w tym muchówki (Diptera) i błonkówki (Hymenoptera). Obserwowano także ostrogonka małego przy zjadaniu owoców berberysów (Berberis), porzeczek (Ribes) oraz parzeplinów (Gunnera). Żeruje w parach lub stadach swojego gatunku, liczących 4–7, najwyżej 15, osobników. Pożywienie zbiera z liści, mchów i porostów, także z gałęzi i pni. Pożywienia szuka od podszytu po piętro drzew. Niekiedy opisywany jako podobny w ekologii do sikor (Paridae) i pełzaczy (Certhiidae) półkuli północnej.

## Lęgi
Okres lęgowy trwa w trakcie wiosny i lata. Jaja znajdywano w listopadzie i grudniu, zaś pisklęta od października do stycznia. Prawdopodobnie monogamiczny. Gniazdo umieszczone jest za luźnym kawałkiem kory, w dziupli drzewa lub szczelinie pnia. Znajdywano je także w nagromadzonych w krzewie martwych liściach. Populacja na pozbawionych drzew wyspach archipelagu Diego Ramírez gniazduje w norach w ziemi, zwykle zbudowanych i porzuconych przez ptaki morskie. Zniesienie liczy 3–4 jaja. Ich barwa jest biała, bez połysku. Okazy z Muzeum Brytyjskiego w liczbie czterech mają identyczne wymiary i mierzą około 19×13,9 mm.

## Status i zagrożenia
Przez IUCN ostrogonek mały uznawany jest za gatunek najmniejszej troski (LC, Least Concern) nieprzerwanie od 1988 roku. Liczebność populacji nie została oszacowana, ale ptak ten opisywany jest jako pospolity. Ze względu na brak dowodów na spadki liczebności bądź istotne zagrożenia dla gatunku, BirdLife International uznaje trend liczebności populacji za stabilny. Występuje na kilku obszarach chronionych, są to m.in. Park Narodowy La Campana i Park Narodowy Ziemi Ognistej. Zamieszkiwany typ środowiska cechuje raczej rzadkie rozmieszczenie osad ludzkich.